# Camille-Antoine Chilouet
Camille-Antoine Chilouet CM (* 16. Juli 1899 in Montluçon, Département Allier; † 25. November 1970 in Farafangana, Madagaskar) war ein französischer römisch-katholischer Ordensgeistlicher und Bischof von Farafangana in Madagaskar.

## Leben
Camille-Antoine Chilouet trat der Ordensgemeinschaft der Lazaristen bei. Er wurde am 11. April 1925 in der Kirche St-Joseph-des-Carmes in Paris durch den Rektor des Institut Catholique de Paris, Bischof Alfred Baudrillart CO, zum Diakon geweiht und empfing am 29. Juni desselben Jahres das Sakrament der Priesterweihe.
Am 24. Dezember 1957 ernannte ihn Papst Pius XII. zum ersten Bischof von Farafangana. Der Erzbischof von Paris, Maurice Kardinal Feltin, spendete ihm am 2. Juli 1958 in der Kapelle der Lazaristen in Paris die Bischofsweihe; Mitkonsekratoren waren der Bischof von Moulins, Francis-Albert Bougon, und der Bischof von Ningpo, André-Jean-François Defebvre CM. Chilouet nahm an allen vier Sitzungsperioden des Zweiten Vatikanischen Konzils teil.